# 대장락
대장락(戴長樂, ? ~ ?)은 전한 후기의 관료이다. 선제가 민간에 있었을 때부터 친밀한 사이로, 선제 즉위 후 측근이 되었다.

## 행적
어느 날, 태복 대장락은 선제의 대역을 맡아 종묘 의식의 예행 연습을 하고는 돌아와서 속관에게 자랑하였다.
| “ | 나는 친히 배알하고 조칙을 받아 황제를 대신하여 연습을 시켰지. 투후(秺侯) 가 시종을 맡았네. | ” |

나중에 어떤 사람이 대장락이 해서는 안 될 말을 했다고 고발하였고, 사건은 정위에게 넘겨졌다. 대장락은 평소 자신과 사이가 나빴던 광록훈 양운이 고발한 것이라고 여겨, 글을 올려 그가 황제를 비방하였다고 고발하였다. 선제는 양운을 용서하여 죽이지 않았으나, 대장락과 양운은 모두 파면되고 서인(庶人)이 되었다.

## 출전
- 반고, 《한서》 권66 공손유전왕양채진정전(公孫劉田王楊蔡陳鄭傳)